# Becsei József (geográfus)
Becsei József (Pusztaföldvár, 1937. február 5. – 2022. szeptember 14.) magyar földrajztudós, földrajz-történelem szakos tanár. A Szegedi Tudományegyetem Gazdaság- és Társadalomföldrajz Tanszék professzora, egyetemei tanár. A pártállami időkben Békés megye államigazgatásában is tevékenyen részt vállalt.

## Életútja

### Kezdeti évei

#### Származása
Szegény, cseléd-paraszti családból származott. A szülei Hódmezővásárhelyről települtek át Pusztaföldvár cseléd negyedébe. Édesapja napszámos volt, később TSZ-tag és a község tanácsának elnök-helyettese lett. Két lánytestvére volt.

#### Tanulmányai, tudományos fokozatai
1951 és 1955 között az Orosházi Táncsics Mihály Gimnázium orosz tagozatán járt. Itt alapozódott meg a földrajz iránti szeretete. Az 1954-ben az Országos Középiskolai Tanulmányi Verseny földrajz szekciójának 4.,1955-ben 3. helyén végzett. Ő és Szabó Ferenc (,aki történelemből ért el 1955-ben 1. helyezést) lettek a gimnázium történetében az első diákok, akik egy országos verseny dobogós helyet értek el.
Az érettségit követően felvételi nélkül bekerült a debreceni Kossuth Lajos Tudományegyetem történelem-földrajz tanár szakára. 1959-ben szerezte meg diplomáját.
Egy évtizeddel később fél évig az MSZMP Politikai Főiskolán tanult.
1979-ben a kandidátusi, 1991-ben a doktori disszertációját sikeresen megvédte.

### Szakmai életútja

#### A közoktatásban
1959-ben kezdett el tanítani Békésen, a Szegedi Kis István Gimnáziumban. Egy évtizeden keresztül tanította a diákokat földrajzból.

#### Az államigazgatásban
1970-ben költözött családjával Békéscsabára. 1976-ig a Városi Tanács titkára volt, majd 1980-tól tíz éven át a Békés Megyei Végrehajtó Bizottságának elnökhelyettesi feladatait látta el. Ezenkívül a megyei tanács kulturális osztályát vezette. Ennek köszönhető, hogy a megyeszékhelyen 1973-ban Enyedi Györggyel és Tóth Józseffel közösen létrehozták a Magyar Tudományos Akadémia Földtudományi Intézetének Alföldi Osztályát. Oroszlánrészt vállalt abban, hogy 1985-ben megalapítsák a békéscsabai Pedagógiai Főiskolát. A békéscsabai Művészeti Szakközépiskola és a mezőberényi Kéttannyelvű Gimnázium és a Megyei Könyvtár létesítésében is szerepet vállalt.

### A felsőoktatásban, tudományban betöltött szerepe
Először az MSZMP Politikai Főiskolán rövid ideig az esti tagozatosok részére tanított politikai gazdaságtant. 1981-ben kezdett el óraadóként tanítani a szegedi József Attila Tudományegyetemen. Ezt követően 1984-től már címzetes egyetemi docens lett. Később 1990-ben került Budapestre, ahol az MTA Földrajztudományi Kutatóintézetben dolgozott. Innen tért vissza Szegedre. 1995-ben nevezték ki a Gazdaság- és Társadalomföldrajz Tanszék egyetemi tanárának, majd 2002 és 2003 között tanszékvezetői posztot töltött be. 2007-be vonult nyugdíjba, de professzor emeritusként is tovább vállalt szerepet a doktori képzésben.
Hosszan tartó, súlyos betegséget követően 2022. szeptember 14-én, 85 éves korában elhunyt.

## Magánélete
A békési tanári időszaka során ismerte meg későbbi feleségét. Három gyerekük született, ebből az egyik három hónapos korában meghalt. A fia jogi tanulmányokat végzett és több unokája is ilyen képzési területen helyezkedett el.

## Szervezeti tagság

### Párt- és tömegszervezeti tagság
- Magyar Szocialista Munkáspárt (1961-1989)
- Békéscsaba Városi Bizottsága (1970-1975)
- Békés Megyei Tanács Végrehajtó Bizottság elnökhelyettese (1980. április 1.-1990. április 30.)

### Tudományos szervezeti tagsága
- Magyar Tudományos Akadémia (1979-2022)[8]
- Magyar Földrajzi Társaság tiszteletbeli tagja (1988-2022)[9]
- MTA Társadalom-földrajzi Tudományos Bizottság (2011-2022)
- MTA X. Földtudományok Osztálya (2011-2022)
- MTA Társadalomföldrajzi Tudományos Bizottság (2011 augusztus 26. és október 1. között)
- MTA Szegedi Akadémiai Bizottsága (2011-2022)

## Munkássága

### Kutatási területe
Kutatásainak központi témája a népességföldrajz és a településföldrajz. Ezenbelül az Alföld tanyarendszereivel és agrárvárosaival foglalkozott. Ezzel továbbvitte Mendöl Tibor két világháború közötti kutatásait.

### Főbb művei
A teljes publikációs lista alapján
Átalakuló alföldi városok. Szeged: SZTE Természettudományi és Informatikai Kar Gazdaság- és Társadalomföldrajz Tanszék, 2007.
Nagyvárosi fejlődés és falusi átalakulás. Szeged: József Attila Tudományegyetem (JATE),1999.
Az alföldi város és külterületi népesség. Budapest: MTA Földrajztudományi Kutatóintézet, 1995.
Az alföldi tanyarendszer változásai és várható fejlődése. Budapest: MTA Földrajztudományi Kutatóintézet, 1992.
A tanya, a tulajdon és a zárt település. Budapest: MTA Földrajztudományi Kutatóintézet, 1991.
Az Alföld településeinek társadalmi struktúrája. Békéscsaba, 1989.
Békéscsaba, Békés, Gyula és tanyavilágának településmorfológiája. Budapest: Akadémiai Kiadó, 1983.
Békés az átalakuló agrárváros. Békés: Ex Libris Kiadó, 1972.

## Díjak, elismerések
- Lóczy Lajos-emlékérem (1984)
- Magyar Felsőoktatásért Emlékplakett (2006)
- Pusztaföldvár díszpolgára cím (2007)
- Primus Inter Pares díj (2012)

## Külső hivatkozások
Adatlapja az Országos Doktori Tanács oldalán elérhetőség
Adatlapja a Párt-Állam-Párt oldalon elérhetőség
Dr. Becsei József, geográfus. Professzorok (portréfilm-sorozat). Rend. Klucsik Edit. Szeged, SZTEtv, 2012. teljes film
Becsei József professzor úr köszöntése
B. Imre Julianna: Földrajzóra helyett dicsőségfal. Oroscafé, 2012. március 27. elérhetőség
Publikációs Jegyzék. Dr. Becsei József. a földrajztudomány doktora egyetemi tanár. Békéscsaba elérhetőség
Szócikke az Orosházi könyvek és alkotók kislexikonjának oldalán elérhetőség
Teljes publikációs lista (MTMT) elérhetőség